# 塩竈市立杉の入小学校
塩竈市立杉の入小学校（しおがましりつ すぎのいりしょうがっこう）は、宮城県塩竈市杉の入一丁目にある市立小学校。
1997年、給食優良校として文部大臣賞を受賞。2008年度、豊かな体験活動推進事業指定（児童生徒の輝く心育成事業 文部科学省管轄）。

## 沿革

### 経緯
1977年4月1日、塩竈市立第二小学校より分かれて開校した。はじめの1年間は、まだ校舎も第二小学校の一部を借りていたが、1978年に現在の場所（杉の入地区）に4階建ての校舎ができた。
2007年4月14日、校庭の西側の一部（プール近く）に、594m2の芝生広場を作った。これは、塩釜FCヴィーゼの全面協力で実現したもので、6月4日に芝生の披露式を行った。

### 年表
- 1977年（昭和52年）
  - 4月1日 - 開校。
  - 4月9日 - 開校宣言式挙行。
  - 10月1日 - 校章制定。
- 1978年（昭和53年）
  - 1月20日 - 校歌制定。
  - 10月22日 - 新校舎落成記念式典挙行。
- 1980年（昭和55年）6月7日 - 体育館・プール落成式挙行。
- 1983年（昭和58年）6月25日 - 陸上競技場開設記念式典挙行。
- 1987年（昭和62年）6月13日 - 校木「鹽竈桜」制定。創立10周年記念式典挙行。
- 1993年（平成5年）12月15日 - PTA野外炊飯場整備完了。
- 1997年（平成9年）4月13日 - 校庭暗渠排水工事完了。
- 1999年（平成11年）1月11日 - 地域防災備蓄倉庫設置。
- 2004年（平成16年）7月16日 - この日と9月27日の2回、「杉の子守り隊」紹介式開催。
- 2009年（平成21年）7月20日 - この日から9月20日まで、耐震工事実施。
- 2011年（平成23年）
  - 3月11日 - 14時46分頃に東日本大震災（東北地方太平洋沖地震）発生し、塩竈市で震度6強を観測。体育館に避難所を開設し、約1000人が避難した。
  - 3月30日 - 避難所閉所。
- 2013年（平成25年）1月21日 - 「杉小しぐさ」くろしお児童会制定。
- 2017年（平成29年）
  - 4月 - この月から、創立40周年記念事業実施。
  - 10月11日 - 放課後「わくわく遊び隊」開設。
- 2018年（平成30年）8月17日 - 保健室床改修工事完了。
- 2019年（平成31年）3月14日 - 体育館トイレ改修工事完了。
- 2021年（令和3年）4月1日 - コミュニティ・スクール（学校運営協議会）設立。

## 教育方針
「夢と感動に満ちた安全で楽しい学校」
1. 「学校は、教師がいるから、建物があるから存在するのはない。そこには子どもがいるから学校があるのだ。」という基本姿勢を忘れないで教育にあたります。
2. 人間にとって最も大切なもの、それは「生命」であり、不易なもの、それは「思いやり」です。
3. 授業は、子どもと担任の信頼関係の中で成り立ちます。そして、教育は、保護者・地域と学校との信頼関係の上に成立します。

## 学校行事
| - 4月 入学式 - 5月 運動会 - 6月 | - 7月 みなと祭りパレード - 8月 - 9月 杉小まつり | - 10月 学習発表会 - 11月 杉小こどもゆめまつり - 12月 | - 1月 1/2成人式 - 2月 六年生を送る会 - 3月 卒業式 |

## 学区
- 塩竈市北東部
  - 新浜
  - 杉の入・楓町
  - 松陽台
  - 青葉ヶ丘・越の浦
  - 吉津・庚塚
  - 藤倉
- 利府町
  - 須賀

## 交通
- しおナビ100円バス（塩釜市内循環線）で、「杉の入小学校前」停留所下車。
  - なお、南廻り線の停留所は、学校正門前にあるが、正門前（停留所前）の道路に横断歩道が設置されておらず、横断歩道が設置されている林接骨院付近の信号機が設置されている市道T字路交差点まで廻る必要があるため、少々の徒歩移動を伴う。
- JR東日本仙石線東塩釜駅から、徒歩約850m・約13分。
  - なお、上記「しおナビ100円バス」も利用可だが、「杉の入小学校前」停留所へ乗り入れる便は、平日夜2本のみである。

## 出身者
- 高橋瞳 - 歌手